# Guenther Steiner
Guenther Steiner (* 24. Mai 1973 in Bruck an der Mur, Steiermark) ist ein österreichischer Politikwissenschaftler, Historiker und Fachautor. Er arbeitet und publiziert in den Themenbereichen Sozialpolitik sowie politische und Sozialgeschichte Österreichs im 19. und 20. Jahrhundert.

## Leben
Steiner wuchs bei seinen Eltern in Turnau in der Steiermark auf, wo er auch die Schulausbildung begann. Das Studium der Politikwissenschaft und Geschichte an den Universitäten Salzburg und Innsbruck schloss er mit der Promotion zum Dr. phil. an der Universität Innsbruck 2003 ab. Seine Dissertation bei Anton Pelinka hatte das Thema „‚Wahre Demokratie?‘ – Transformation und Demokratieverständnis in der Ersten Republik Österreich und im Ständestaat, Österreich 1918–1938“.
Steiner war wissenschaftlicher Mitarbeiter am Institut für Konfliktforschung in Wien und war bzw. ist bei mehreren Projekten der Österreichischen Akademie der Wissenschaften (Institut für die Erforschung der Habsburgermonarchie und des Balkanraumes), des Instituts für Geschichte des ländlichen Raumes, des Hauptverbandes der österreichischen Sozialversicherungsträger und anderer Stellen tätig. Dazu gehören die Mitarbeit am Editionsprojekt „Die Protokolle des cisleithanischen Ministerrates 1867–1918“ des Instituts für die Erforschung der Habsburgermonarchie und des Balkanraumes der Akademie der Wissenschaften und beim Projekt: „Die große Transformation – Beamte im Übergang von der Monarchie zur Republik“ am Institut für Österreichische Geschichtsforschung der Universität Wien sowie am Institut für Wirtschafts- und Sozialgeschichte dieser Universität „Geschichte der Sozialversicherung in Österreich“.

## Publikationen

### Selbständige Werke
- Der stille Macher: Johann Haider: die bäuerliche Sozialversicherung, die Stadtgemeinde Groß-Gerungs. avbuch (av: österr. Agrarverlag) im Cadmos Verlag, Wien-München 2021, ISBN 978-3-8404-8538-1 (gemeinsam mit Josef Kandlhofer).
- Ein verlässlicher Partner für’s Leben: soziale Sicherheit von der industriellen Revolution bis ins digitale Zeitalter. Verlag des Österreichischen Gewerkschaftsbundes (ÖGB-Verlag), Wien 2018, ISBN 978-3-99046-261-4.
- Reinhold Melas und die österreichische Sozialversicherung: Studie im Auftrag des Hauptverbandes der österreichischen Sozialversicherungsträger. ÖGB-Verlag, Wien 2017, ISBN 978-3-99046-260-7.
- „… aus Almosenempfängern anspruchsberechtigte Bürger zu machen“. Sozialminister Anton Proksch und die österreichische Sozialversicherung. ÖGB-Verlag, Wien 2015, ISBN 978-3-99046-125-9.
- Der Sozialstaat ist die wichtigste Erfindung des 20. Jahrhunderts: 60 Jahre Allgemeines Sozialversicherungsgesetz. ÖGB-Verlag, Wien 2015, ISBN 978-3-99046-183-9.
- Sozialversicherung unter dem Primat der Wirtschaft: Sozialminister Josef Resch und die österreichische Sozialversicherung. 1918–1938. ÖGB-Verlag, Wien 2014, ISBN 978-3-99046-054-2.
- Ein Mann und sein Plan. Friedrich Hillegeist in der österreichischen Sozialversicherung. Hauptverband der österr. Sozialversicherungsträger, Wien 2013, ISBN 978-3-7035-1589-7.
- Der Sozialpolitiker Karl Maisel. Hauptverband der österr. Sozialversicherungsträger, Wien 2012, ISBN 978-3-7035-1547-7.
- Johann Böhm in der österreichischen Sozialversicherung. Hauptverband der österr. Sozialversicherungsträger, Wien 2011, ISBN 978-3-7035-1489-0.
- Ja, jetzt geht es mir gut …: Entwicklung der bäuerlichen Sozialversicherung in Österreich. Goldegg-Verlag, Wien 2010, ISBN 978-3-902729-28-6 (gemeinsam mit Gerhard Siegl).
- Sechzig Jahre Hauptverband der österreichischen Sozialversicherungsträger. Geschichte des Hauptverbandes und der Sozialversicherung der 2. Republik. Hauptverband der österr. Sozialversicherungsträger, Wien 2009, ISBN 978-3-7067-0087-0.
- Politik über Generationen. 50 Jahre Sozialpolitik für bäuerliche Familien. Festschrift 50 Jahre Landwirtschaftliches Zuschussrentenversicherungsgesetz LZVG. Sozialversicherungsanstalt der Bauern, Wien 2007.
- Konsequent der richtige Weg. Ein Lesebuch zum 60-jährigen Bestehen der Jungen ÖVP Österreich. Molden Verlag, Wien 2005, ISBN 978-3-85485-159-2.
- 1945–2005. 60 Jahre Geschichte der Kapfenberger Volkspartei. Kapfenberg 2005.
- Wahre Demokratie? Transformation und Demokratieverständnis in der Ersten Republik Österreich und im Ständestaat Österreich 1918–1938. In der Reihe: Europäische Hochschulschriften: Reihe 31, Politikwissenschaft Nr. 477. Peter Lang Verlag, Frankfurt/Main 2004, ISBN 978-3-631-51742-0.
- Damals, in Turnau …: aus der Geschichte einer obersteirischen Marktgemeinde. Turnau 2003 (gemeinsam mit Heribert Haidenhofer, Franz Jäger).

### Buchbeiträge und Artikel
Auswahl. Weitere Zeitschriftenbeiträge befinden sich z. B. in der Fachzeitschrift Soziale Sicherheit (SozSi) ab 1948 auf ANNO – AustriaN Newspapers Online.
- Transformation des öffentlichen Dienstes 1918–1920 anhand von gesamtstaatlichen Normen und Einzelfallbeispiele. In: Peter Becker u. a.: Hofratsdämmerung. Verwaltung und ihr Personal in den Nachfolgestaaten der Habsburgermonarchie 1918 bis 1920. Veröffentlichungen des Instituts für Österreichische Geschichtsforschung Band 75: Böhlau, Wien 2020, ISBN 978-3-205-21150-1. S. 53–82.
- Die Enquete zur Frage der Staatsangestelltenkammer. In: Peter Becker u. a.: Hofratsdämmerung. S. 83–91.
- Anton Blechschmidt – Pionier der Angestelltenpensionsversicherung. In: Fachzeitschrift Soziale Sicherheit (SozSi), Herausgegeben vom Hauptverband der österreichischen Sozialversicherungsträger, Wien. ISSN 0038-6065. Nr. 5, 2016, S. 228–235.
- Hofrat Dr. Alois Dragaschnig zum 90. Geburtstag. In: Soziale Sicherheit, Nr. 2, 2014, S. 57–63.
- Der „Hillegeistplan“ als Basis für das Pensionsrecht im ASVG. In: Das Recht der Arbeit (DRdA), Herausgegeben von der Bundeskammer für Arbeiter und Angestellte, Wien. ISSN 1028-4656. Nr. 6, 2015 S. 558–556.
- Sozialpolitik der Regierung Schüssel. In: Robert Kriechbaumer, Franz Schausberger (Hg.): Die umstrittene Wende. Österreich 2000–2006. Wien–Köln–Weimar 2013, ISBN 978-3-205-78745-7. S. 271–298.
- Visionär der Sozialversicherung – Zum 40. Todestag von Friedrich Hillegeist. In: Soziale Sicherheit, Nr. 12, 2013, S. 582–588.
- „Wieder Teil der Weltgemeinschaft sein …“ – Österreichs Beitrittsprozess zu den Vereinten Nationen 1945–1955. In: Helmut Wohnout: Demokratie und Geschichte. Jahrbuch des Karl-von-Vogelsang-Instituts zur Erforschung der Geschichte der christlichen Demokratie in Österreich. Jahrgang 2009/10. Böhlau-Verlag Wien 2011, S. 353–382.
- Zur politischen Bedeutung Ferdinand Hanuschs. In: Soziale Sicherheit, Nr. 11, 2010, S. 579–580.
- Entscheidende Tage in New York. Kurt Waldheim und der österreichische Beitritt zu den Vereinten Nationen. In: Helmut Wohnout: Demokratie und Geschichte. Jahrgang 2007/08, S. 245–270.
- 50 Jahre landwirtschaftliche Zuschussrente. In: Soziale Sicherheit, Nr. 3, 2008, S. 116–128.